# (31624) 1999 GP20
1999 GP20 (asteroide 31624) é um asteroide da cintura principal. Possui uma excentricidade de 0.12788710 e uma inclinação de 12.67819º.
Este asteroide foi descoberto no dia 15 de abril de 1999 por LINEAR em Socorro.